# Aykhan Mamayev
Aykhan Mamayev est un karatéka azerbaïdjanais, origine de Turcs Meskhètes.

## Biographie
Aykhan Mamayev est né le 3 décembre 1991 à Bakou. Il est diplômé de l'Université d'État de Bakou.
Il est champion d'Azerbaïdjan, médaillé aux Championnats du monde et d'Europe, médaillé d'or des Jeux européens de 2015 dans la catégorie des moins de 84 kg, médaillé d'or des Jeux de la solidarité islamique de 2013  et de 2017.
Selon le décret du président de l'Azerbaïdjan Ilham Aliyev, Aykhan Mamayev a reçu l'Ordre de la Gloire.

## Palmarès

### Championnats du monde
- Médaille d'argent en kumite des moins de 84 kg en 2016 à Linz
- Médaille de bronze en kumite des moins de 84 kg en 2012 à Paris

### Championnats d'Europe
- Médaille d'or en kumite par équipes en 2014 à Tampere
- Médaille d'argent en kumite des moins de 84 kg en 2015 à Istanbul
- Médaille d'argent en kumite des moins de 84 kg en 2012 à Adeje
- Médaille d'argent en kumite par équipes en 2022 à Gaziantep
- Médaille de bronze en kumite par équipes en 2021 à Poreč
- Médaille de bronze en kumite par équipes en 2015 à Istanbul
- Médaille de bronze en kumite par équipes en 2012 à Adeje

### Jeux européens
- Médaille d'or en kumite des moins de 84 kg en 2015 à Bakou

### Jeux de la solidarité islamique
- Médaille d'or en kumite des moins de 84 kg en 2017 à Bakou
- Médaille d'or en kumite des moins de 84 kg en 2013 à Palembang
- Médaille d'or en kumite par équipes en 2013 à Palembang